# Wewelsfleth

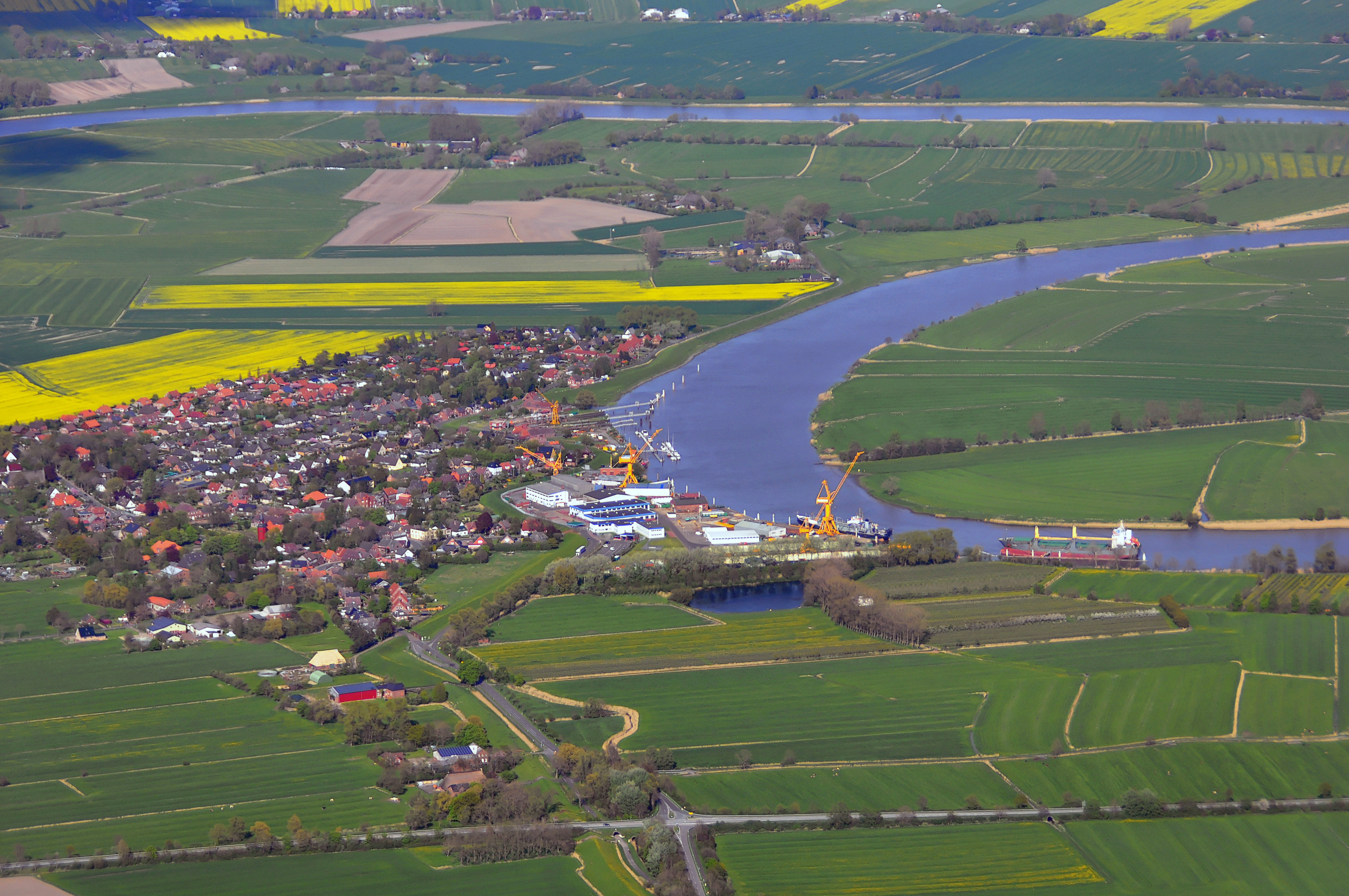
Luftbild (Mai 2012)

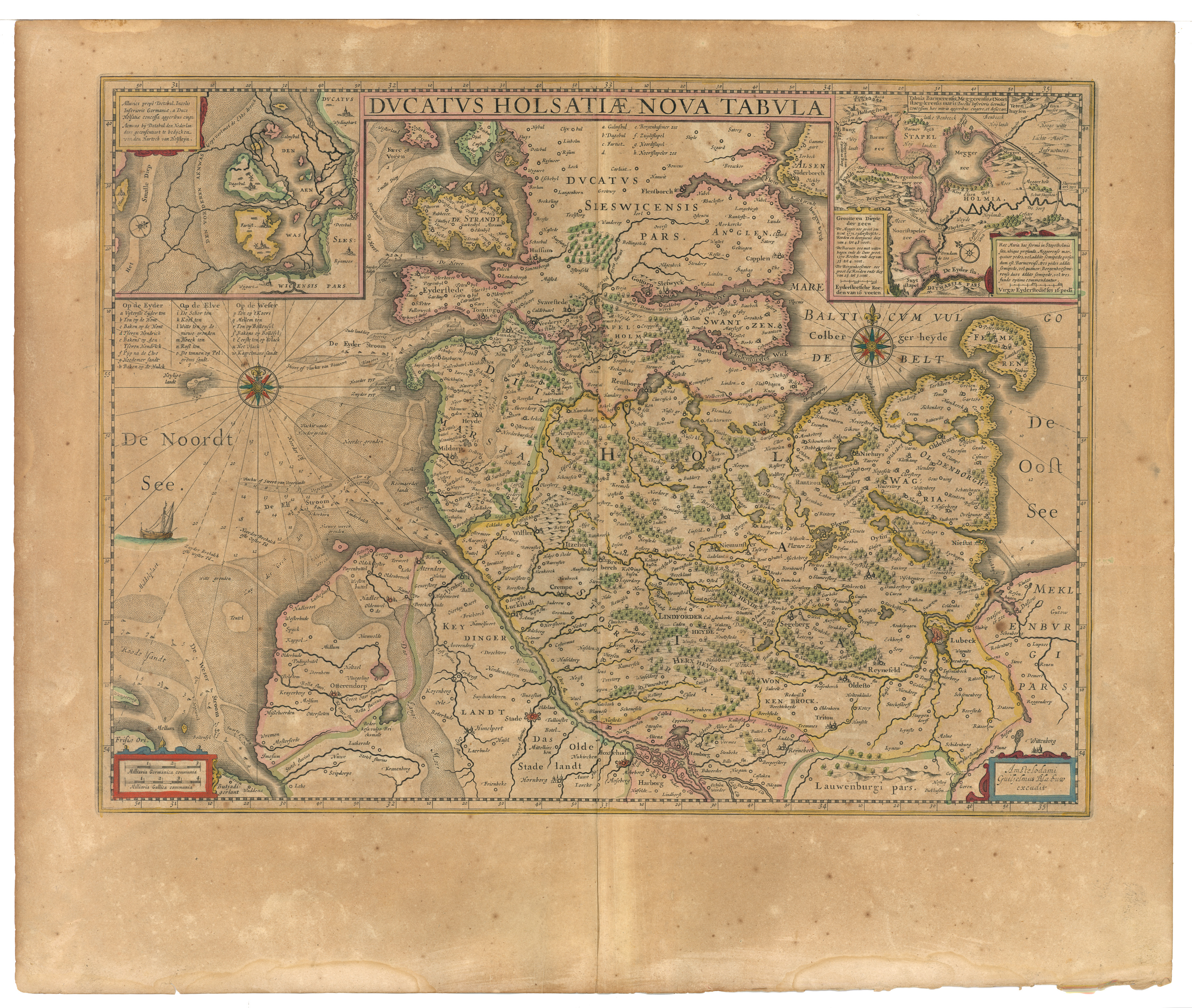
„Wevelflete“ 1645 im Atlas Maior von Willem Blaeu

Wewelsfleth (niederdeutsch: Wewelsfleet) ist eine Gemeinde im Kreis Steinburg in Schleswig-Holstein.

## Geografie und Verkehr
Wewelsfleth liegt an der Stör, die hier in die Elbe fließt. Auch das Störsperrwerk liegt in Wewelsfleth. Die Bundesstraße 431 verläuft durch die Gemeinde. Der Ort wird von der Humsterdorfer Wettern durchflossen.
Zur Gemeinde gehören die Ortsteile Wewelsflether Uhrendorf, Kleinwisch, Humsterdorf, Beesen, Roßkopp, Großwisch, Hollerwettern, Dammducht und Außendeich. In der Gemeinde lag auch die von vielen Künstlern bewohnte Siedlung Störort, die 1975 dem Bau des Störsperrwerks weichen musste. Im Hauptort Wewelsfleth gab es bis 1980 eine Fähre über die Stör. Heute wird der westliche Anlieger manchmal als Slipanlage genutzt. Der dort vorhandene Steg erlaubt einen Blick auf die Peters Werft. Das Deichvorland sowie die Elbe bis zur Landesgrenze mit Niedersachsen in Strommitte gehören zum Gemeindegebiet. Diese Flächen sowie die rechte Hälfte der Stör im Gemeindegebiet sind Teil des europäischen NATURA 2000-Schutzgebietes FFH-Gebiet Schleswig-Holsteinisches Elbästuar und angrenzende Flächen.

Karte von 1893 mit eingezeichneter Fähre
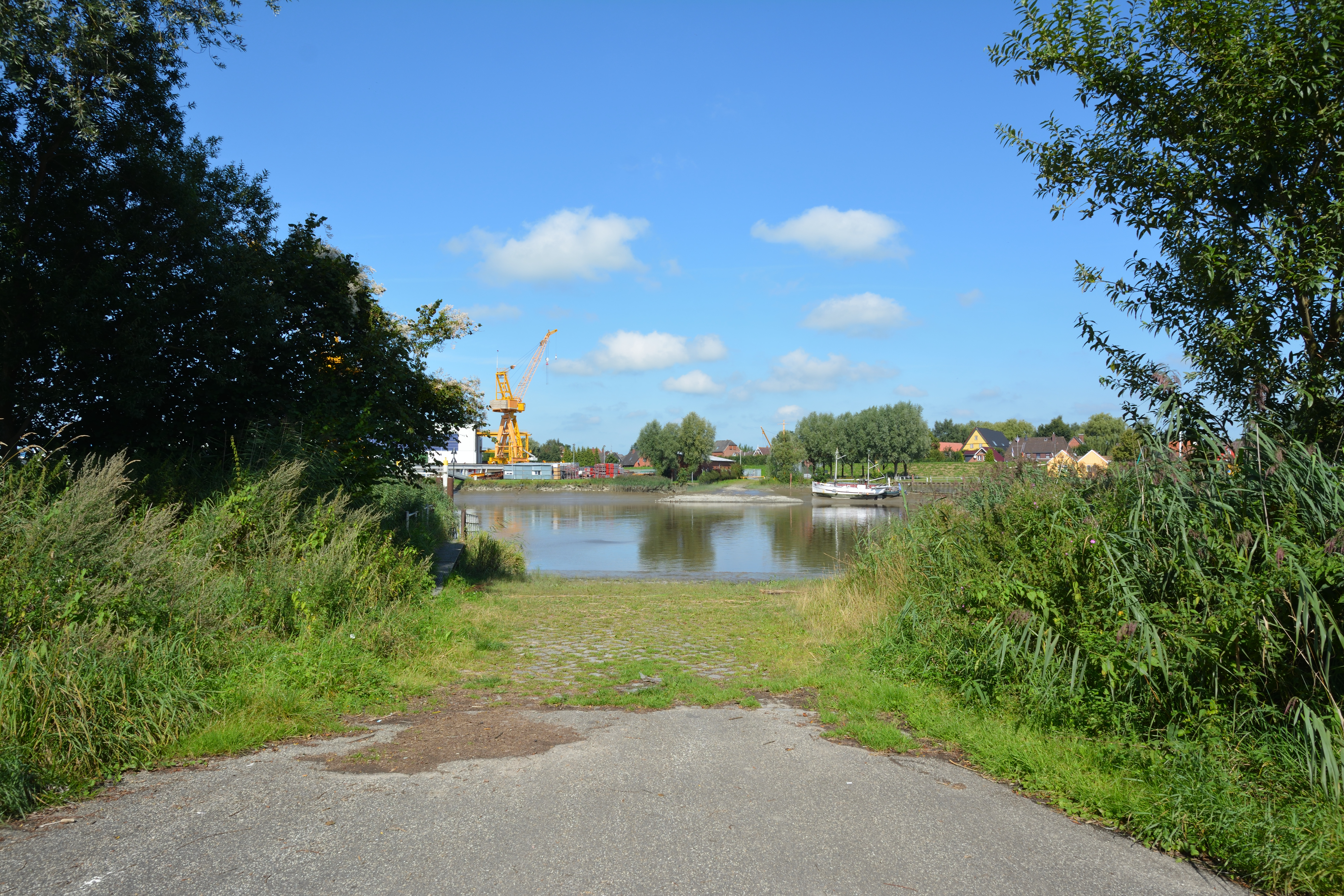
Zustand der ehemaligen Fähre 2017

## Geschichte
Die erste überlieferte Erwähnung des Ortes findet sich in einer Urkunde aus dem Jahre 1238, in der der Ortsname als Weuelesflethe vermerkt ist. Wie bei fast allen Wörtern aus dieser Zeit änderte sich die Schreibweise im Lauf der Jahrhunderte, wie aus nachfolgenden Urkunden ersichtlich wird.
Ortsnamen mit der Endung -fleth sind in den Elbmarschen charakteristisch. Fleete bezeichneten die natürlichen Zuflüsse der Elbe und ihrer Nebenflüsse; allerdings sind diese Wasserläufe durch die Bedeichung im Mittelalter größtenteils verschwunden und nur noch in den Ortsnamen erhalten. An einem derartigen Wasserlauf lag auch das frühere Wewelsfleth.
Die Ortsnamen mit der Endung -fleth sind mit Personennamen oder anderen Hauptwörtern zusammengesetzt. Das Wort Wewel lässt sich wohl zurückführen auf den sächsischen Namen Wibil, sodass der damalige Fleth der „Fleth des Wibil“ war. Aus Wibil ist dann im Laufe der Zeit Wevel und Wewel geworden.
Zu Beginn des 16. Jahrhunderts wurde die Gemeinde aufgrund der ständigen Bedrohung durch Sturmfluten von ihrem Platz direkt an der Elbe unterhalb der Störmündung an die Stelle des Dorfes Humsterdorf verlegt.

## Kirche
Die Kirche von Alt-Wewelsfleth war dem ersten Bremer Bischof Willehad geweiht, der um 780 zwischen Unterweser und Unterelbe und wohl auch in Nordalbingien missionierte. Eine erste Erwähnung fand sie 1337.
Nach der Umsetzung des Ortes wurde die neue Kirche um 1503 der Dreieinigkeit geweiht und Trinitatis-Kirche genannt.

## Politik

### Gemeindevertretung
Bei der Kommunalwahl am 14. Mai 2023 wurden insgesamt 13 Sitze vergeben. Von diesen erhielten die unabhängige Wählergemeinschaft Wewelsfleth und die CDU je fünf Sitze und die SPD erhielt drei Sitze.

### Wappen
Blasonierung: „Von Silber und Blau geteilt. Oben die rote Straßenfront eines Wilstermarscher Bauernhauses mit silbernem, in drei Stufen verbrettertem, oben mit einer Hinkklaue abschließendem Giebel. Unten ein einmastiger silberner Störewer unter vollen Segeln.“

## Wirtschaft
Die Peters Werft ist mit 110 Angestellten der größte Betrieb der Gemeinde. In Wewelsfleth wurde im November 1989 von der UWW (Umschalten Windstrom Wedel) eine der frühen Windkraftanlagen Deutschlands mit 75 kW als Reaktion auf den Bau des Kernkraftwerks Brokdorf errichtet. Sie war 2012 noch in Betrieb.

## Kultur
Ein kulturträchtiges Gebäude Wewelsfleths ist das Alfred-Döblin-Haus. Das Haus wurde 1698 als Kirchspielvogtei von Kirchspielvogt Peter Hellmann erbaut. 1970 kaufte der Schriftsteller Günter Grass das Haus und rettete es damit vor dem Abriss. Hier entstanden u. a. seine Werke Der Butt und Kopfgeburten, außerdem viele seiner Zeichnungen und Radierungen. 1985 schenkte Günter Grass das Haus dem Land Berlin als Arbeitsstätte für Berliner Autoren (Aufenthalts-Stipendien). Seitdem besuchen regelmäßig junge Berliner Autoren für einige Monate Wewelsfleth im Rahmen eines von der Stadt Berlin mitfinanzierten Stipendiums.
Günter Grass und Björn Engholm gründeten 1983 die Wewelsflether Gespräche, zu denen sich seitdem einmal jährlich Persönlichkeiten aus Politik, Kultur, Wissenschaft und Wirtschaft zur Diskussion aktueller Themen treffen.
Ein wichtiger Kulturträger ist das 1955 gegründete Blasorchester Wewelsfleth, Träger des Kulturpreises des Kreises Steinburg 2009.

## Persönlichkeiten
- Heinrich Hudemann (~1595–1628), Dichter des Späthumanismus, war seit 1620 Pastor in Wewelsfleth.
- Johann Hudemann (1606–1678), Bruder des vorherigen, wurde in Wewelsfleth geboren und war dort 1629–1644 Pastor und anschließend Pastor in Krempe und Generalsuperintendent von Schleswig und Holstein
- Heinrich Schmidt (1756–1846) war ein deutscher evangelisch-lutherischer Hauptpfarrer in der Marienkirche, später Propst in Süderdithmarschen und Kirchenlieddichter
- Delff Billerbeck (1793–1877), Viehhändler, Feuerschauer und Abgeordneter
- Christian Stengel (1795–1890), Arzt
- Carl Irminger (1802–1888), dänischer Vizeadmiral und Marineminister
- Peter Dietrich (1938–2017), Erbauer des Containerterminals Altenwerder und der Hamburger HafenCity, bewohnte mit seiner Familie seit 1973 das Alte Fährhaus
- Bernd Voß (* 1954), Landwirt und Politiker, Mitglied des Landtages von Schleswig-Holstein
- Malte Krüger (* 1993), Lehrer und Politiker, Mitglied des Landtags von Schleswig-Holstein